# Wapen van Oldambt (waterschap)

Het wapen van Oldambt

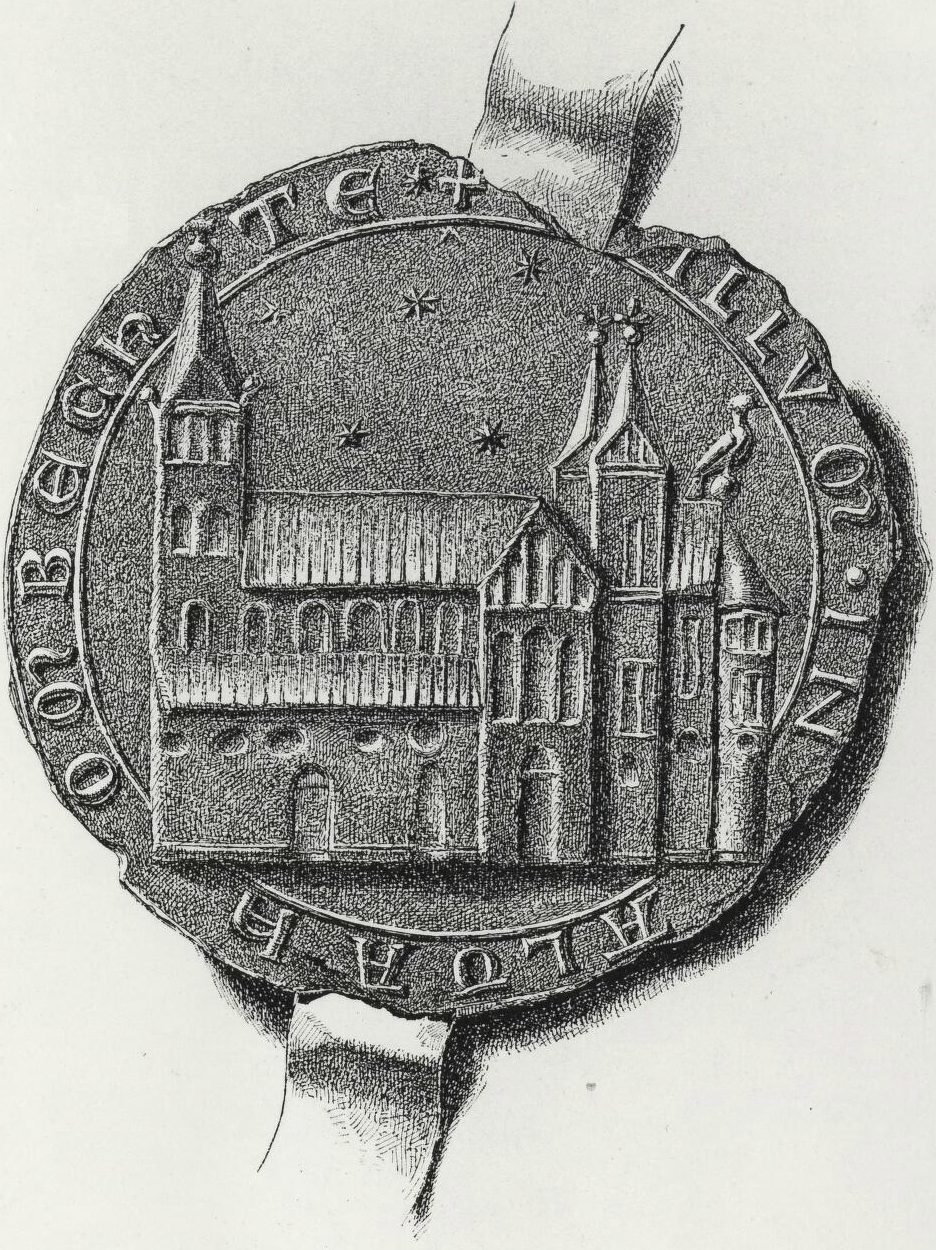
Zegel van het Wold-Oldambt zoals aangehecht aan een oorkonde uit 1405, bewaard in het Utrechts Archief.

Het wapen van Oldambt werd op 16 april 1962 per koninklijk besluit aan het Groningse waterschap Oldambt toegekend. Het wapen was exact gelijk aan het in 1819 bevestigde wapen van het Termunterzijlvest uit de 17e eeuw, bij de Hoge Raad van Adel werden alleen de naam in het archief en de tekst aangepast, de tekening van het wapen bleef gelijk. De kerkgebouw kreeg daarna een plek in het nieuwe wapen van Eemszijlvest (1985-2000).
Het kerkgebouw op het waterschapswapen van zowel Termunterzijlvest als Oldambt is ontleend aan het middeleeuwse zegel van het landschap Wold-Oldambt. Dit zegel beeldt de middeleeuwse Viertorenkerk van Midwolda uit. De afbeelding is echter sterk gestileerd; hij toont geen vier, maar drie torens, mogelijk omdat men het zegel van de Groningse Martinikerk als voorbeeld nam.

In het middeleeuwse zegel staan – net als bij het zegel van de Martinikerk – boven de kerk vijf sterren afgebeeld. Op het koor zit een vogel die naar het oosten kijkt: mogelijk een duif als symbool voor de heilige geest of anders een symbool voor de hoop op eeuwig leven. De torens zijn bekroond met een fleur de lis. Rond de afbeelding van de Viertorenkerk is een randschrift aangebracht:
Sigillvm in Aldah Ombechte ('zegel In het Oldambt')
De wapenfiguur werd in 1894 overgenomen door de gemeente Midwolda en in de 20e eeuw door de gereformeerde gemeente Midwolda.

## Blazoenering
De blazoenering van het waterschapswapen luidt als volgt:
In zilver een kerk met vier torens, alles in natuurlijke kleur en staande op een terras van sinopel.
Het wapen is van zilver met daarop een kerk in natuurlijke kleur. De kerk heeft vier toren: twee links en twee rechts. Het gebouw staat op een groene ondergrond. Niet vermeld zijn de vier gouden bekroningen van de torenspitsen. De tweede van heraldisch links (voor de kijker tweede van rechts) heeft bovenop een windhaan, de andere drie een gouden kruis.

## Geschiedenis
Van het middeleeuwse zegel van het Wold-Oldambt zijn slechts enkele afdrukken bekend; de oudste dateert uit 1347, een andere uit 1405. Zegelafdrukken uit 1276, 1361 en 1368 zijn niet bewaard gebleven. Aan een vredesverdrag uit 1427 werd weliswaar het Oldenamts seghel verbonden, maar dit betrof een zegel van het Klei-Oldambt. Het ghemenen landes zeghel werd vermoedelijk voor het laatst in 1454 gebruikt door de vertegenwoordigers van hoofdelingen, rechters en ghemeene meente van het Oldambt.
In 1536 verkreeg het stadsbestuur van Groningen de zeggenschap over de beide Oldambten. Het zegelstempel bleef kennelijk in het bezit van de gezamenlijke kerspelen, mogelijk in een van de kisten waarin zij hun archieven en belastinggelden  bewaarden. Maart 1580 werd het zegel weer gebruikt in een document, waarin twee volmachten toestemming kregen om namens beide Oldambten de Unie van Utrecht te ondertekenen. Een van hen was landrichter Doede Tjarcx.
In de loop van de zeventiende eeuw escaleerden de conflicten tussen de eigenerfde boeren en het stadsbestuur. De Oldambtsters namen hun lot in eigen hand, probeerden zelfstandig zitting te krijgen in de Statenvergadering van Stad en Lande en verklaarden zich uiteindelijk onafhankelijk van de stad. Hun volmachten gebruikten in 1639 opnieuw het groot seghel der Vrye Oldampten, dat in hun ogen het bewijs vormde dat hun landstreek vanouds souverein was geweest. In 1648 benoemden ze op eigen houtje een nieuwe landrichter (een jurist uit het Oldambt), die het zegelstempel onder zijn beheer kreeg. Minstens twee publicaties werden getooid met een afbeelding van het zegelstempel (dus in spiegelbeeld), maar met een kleine correctie: geen drie maar vier torens. Onder druk van de Staten Generaal moesten de Oldambtsters echter  inbinden en zich schikken naar de eisen van de stad. 
Het stadsbestuur vernam in 1684 dat het oorspronkelijke zegelstempel zich nog altijd bij de predikant van Eexta bevond. De drost kreeg opdracht het 260 gram zware stempel voor de prijs van oud zilver aan te kopen. Veertien jaar later liet men het middeleeuwse kleinood alsnog omsmelten ten behoeve van een nieuw zegelstempel met het stadswapen. De stad beweerde dat het oude stempel "door de Oldambsters in den jaere 1648 is gemaeckt" en door hen tijdens de "ongelegentheit en troubles van den jaere 1649" ten onrechte was gebruikt. Uit de aantekeningen blijkt echter dat het om het originele stempel uit de middeleeuwen ging.
Het wapen met de Viertorenkerk bleef desondanks in gebruik, onder andere bij het waterschap Termunterzijlvest en bij het openbare bestuur. Het Groninger Museum bezit een hensbeker uit 1689 en de koperen bus uit het einde van de zeventiende eeuw waarin de beker werd bewaard. Het staat verder afgebeeld op de monumentale stenen boog van Termuntenzijl uit 1725. Ook werd het wapen omstreeks 1725 gebruikt op het draagteken van de bode van het zijlvest. De afbeeldingen zijn sterk versimpeld: op de koperen bus ontbreken de zijschepen van de kerk. De hensbeker en het draagteken tonen een massief gebouw met een vieringtoren dat nauwelijks nog op het origineel lijkt.  
Een Oldambster vrijkorps dat in mei 1748 bewapend de stad Groningen binnentrok, tooide zich met een nieuw vaandel dat de Vier-Toorende kerk uitbeeldde. Het vaandel kreeg daarna een plek in de nieuwe kerk.  
De afbeelding van de middeleeuwse kerk gold volgens de afgezette drost Albert Johan de Sitter in 1793 als "het algemeene landszegel en wapen" van het Oldambt. Toen prins Willem V in 1773 zijn intrede deed in Groningen werd hij ontvangen met een tableau dat ook het oude Oldambtster wapen toonde. Na de Bataafse Omwenteling in 1795 haalden de patriotten het wapen weer van stal. Het Committé Centraal des Wold-Oldambts te Scheemda gebruikte het tot 1799 in zijn publicaties. Waarschijnlijk is het wapen nagetekend naar een slecht voorbeeld, wellicht een uithangbord; de vorm van de kerk klopt niet met de afbeelding op het zegel Het wapen van het Termunterzijlvest werd in 1819 officieel erkend en verscheen daarna op zegelstempels en officiële gebouwen.
Het wapen verscheen verder op  uithangborden, zoals bij een herberg te Midwolda. Bij een andere herberg in Midwolda hing sinds de 17e eeuw het wapen van de Vrije Stad Praag uit. Deze stad verloor zijn vrijheid in 1620, net zoals het Oldambt daarna zijn vrijheidsprivileges zou verliezen. De herberg Wapen van het Oldambt aan het Klein Poortje te Groningen wordt genoemd sinds 1730; hij heeft zeker twee eeuwen bestaan. Hier legde ook de trekschuit naar Winschoten aan. In de negentiende eeuw werd het wapen gebruikt door een kruidenierszaak aan het Schuitendiep. Aan de Rijksstraatweg in Haren stond in 1911 het café Het Oldambster Wapen, waarbij tevens een druk bezochte kruidenierzaak hoorde. De tabakszaak Het Oldambtster Wapen aan de Oosterstraat verkocht zijn rookwaren en pruimtabak vanaf het midden van de 19e eeuw tot 1920 met het Oldambtster embleem op de zakjes gedrukt. Winschoten kende rond 1860 een logement Het Wapen van 't Oldambt, een voorloper van het latere Hotel Oldambt. 
Het Oldambtster wapen is ook aangetroffen op een wafelijzer uit 1713, afkomstig van een kleinzoon van een der zijlvesten. Het zou rond 1830 tevens op zilveren broek- en vestknopen zijn gebruikt, zoals blijkt uit een komisch bedoeld gedicht waarin de spot wordt gedreven met de protserigheid van een Oldambtster boerenzoon.

## Ander wapen
Op de sluis van Termunterzijl uit 1725 en een gedenkbord uit dezelfde tijd komt  een ander waterschapswapen voor, bestaande uit een of twee rode golvende dwarsbalken in zilver. Er zijn geen aanwijzingen dat dit wapen vaker is gebruikt.